# Fantazijske novčanice
Fantazijske novčanice ili fantazijski novac (engl. Fantasy issues) označava izdanja slična novcu, čija je osnovna karakteristika da nisu odobrena od bilo koje institucije državne vlasti suverene države u čije se ime, ili za čiju se teritoriju (ili dijelove teritorija) taj "novac" štampa ili kuje. Kako se radi uglavnom o privatnim izdanjima novčanica ona nisu sredstvo plaćanja, već najčešće imaju političku ili nepolitičku propagandnu ulogu.

## Povjest
Fantazijske novčanice, su izmišljena i lažna monetarna izdanja, često se vrlo tipičnim falsifikatima. Njihovo izdavanje najčešće ima propagandno-političku ulogu. Zato su u svijetu izdavači ovog novca razni separatistički, oslobodilački i drugi pokreti, uglavnom u inozemstvu (politička emigracija).
Izdavači ovih novčanica mogu biti i privatne osobe ili institucije u samoj zemlji za koju se isti izdaje.
Kako se radi uglavnom o privatnim izdanjima koja nisu sredstvo plaćanja, fantazijski novac najčešće ima propagandnu funkciju (političku ili nepolitičku).
Međutim motiv za izradu ovih novčanica ne mora biti političko-propagandni (ako je to najčešći razlog izdavanja), već želja nekog autora da vidi i pokaže drugima kako su neke novčanice mogle izgledati da su bile izdane. Zanimljivo je da se najveći broj novčanice ove vrste odnosi na bivšu SFR Jugoslaviju.
Također pojedini numizmatičari da bi malo osvježili numizmatičko tržište, u oblasti fantazijskih novčanica, pristupaju izradi novih čiji se dizajn bazira na neizdana novčanicama. Primjer za to su novčanice FNR Jugoslavije s kraja 40.-ih i početka 50.-ih godina koje su poznate pod imenom "Informbiro serija". Ove novčanice tiskao je u Njemačkoj početkom 20. stoljeća Manfred Dietl.